# Rönnsumak
Rönnsumak (Rhus typhina) är en buske i familjen sumakväxter som tillhör ordningen Sapindales. Rönnsumaken kan bli mellan 3 och 4 meter hög och lika bred. Grenarna är ludna. Bladen är fjäderliknande och kan bli 50 centimeter långa. Under sommaren är de grågröna och på hösten blir de intensivt röda. Småbladen är tandade och omkring 15 centimeter långa. Blommorna är gulgröna och växer i ställningar. Frukterna är röda. Rönnsumaken trivs bäst i soliga lägen. Den sprider sig lätt med rotskott. .
Rönnsumak kommer ursprungligen från tempererade områden i östra Nordamerika. 
Det finns en sort av rönnsumak, fliksumak (Rhus typhina 'Dissecta') som har djupt flikiga blad och mörkare frukter.

## Synonymer
Datisca hirta L.
Rhus hirta (L.) Sudw.
Rhus typhina var. laciniata Alph. Wood
svensk synonym: ättikträd.